# Nayarit Castellot
Nayarit Castellot är en ort i Mexiko.   Den ligger i kommunen Champotón och delstaten Campeche, i den östra delen av landet, 900 km öster om huvudstaden Mexico City. Nayarit Castellot ligger 27 meter över havet och antalet invånare är 299.
Terrängen runt Nayarit Castellot är platt. Runt Nayarit Castellot är det glesbefolkat, med 11 invånare per kvadratkilometer. Närmaste större samhälle är Melchor Ocampo, 16,7 km norr om Nayarit Castellot. I omgivningarna runt Nayarit Castellot växer i huvudsak lövfällande lövskog.